# Consell Interacadèmic de Catalunya
Consell Interacadèmic de Catalunya és un òrgan creat el 2001 per la Generalitat de Catalunya, i depenent del Departament de Justícia de la Generalitat de Catalunya, que té com a objectiu coordinar les acadèmies de Catalunya i facilitar-ne la col·laboració, estructurant-se com un àmbit de reflexió compartida de participació i de debat dels estaments acadèmics, amb relació a la definició i l'aplicació d'un model acadèmic a Catalunya, amb personalitat pròpia i amb vocació de servei al país.
Des del maig del 2018, la seva responsable és l'advocada i política catalana Ester Capella i Farré, com a titular del Departament de Justícia de la Generalitat de Catalunya.
Les acadèmies que formen part del 'Consell Interacadèmic de Catalunya' són les següents:
- Acadèmia Catalana de Gastronomia i Nutrició
- Acadèmia de Ciències Veterinàries de Catalunya
- Acadèmia de Jurisprudència i Legislació de Catalunya
- Institut d'Estudis Catalans
- Institut d'Estudis Aranesos - Acadèmia Aranesa de la Llengua Occitana
- Reial Acadèmia de Bones Lletres de Barcelona
- Reial Acadèmia Catalana de Belles Arts de Sant Jordi
- Reial Acadèmia de Ciències i Arts de Barcelona
- Reial Acadèmia de Ciències Econòmiques i Financeres
- Reial Acadèmia Europea de Doctors
- Reial Acadèmia de Farmàcia de Catalunya
- Reial Acadèmia de Medicina de Catalunya